# Elizabeth line
Ne pas confondre avec Crossrail (Suisse), opérateur ferroviaire de trafic marchandises, et sa filiale Crossrail Benelux.
 (octobre 2017).
Si vous disposez d'ouvrages ou d'articles de référence ou si vous connaissez des sites web de qualité traitant du thème abordé ici, merci de compléter l'article en donnant les références utiles à sa vérifiabilité et en les liant à la section « Notes et références ».
 (juin 2020).
Le contenu est difficilement compréhensible vu les erreurs de traduction, qui sont peut-être dues à l'utilisation d'un logiciel de traduction automatique.
 (juillet 2023).

Plan de la première ligne de Crossrail, la Elizabeth Line.

La ligne Elizabeth (en : Elizabeth Line), également connue sous son nom de projet Crossrail, est une ligne de type réseau express régional qui fait partie du réseau de transports en commun du Grand Londres, au Royaume-Uni.
Mise en service le 24 mai 2022, elle traverse la capitale britannique d'ouest en est grâce à un nouveau tunnel ferroviaire dédié et se divise en plusieurs branches à chacune des extrémités. À l'ouest, la ligne se dirige vers Reading et l'aéroport d'Heathrow tandis qu'à l'est elle rejoint Abbey Wood et Shenfield.
Le projet a été approuvé par le Parlement en 2007 et la construction a commencé en 2009 sur la section centrale. La pièce maîtresse du projet consiste en 13 miles (21 km) de tunnels jumeaux achevés en mai 2015 et qui relient Paddington à Stratford et Canary Wharf via le centre de Londres. D'un coût initial estimé 14,8 milliards de livres sterling, Crossrail aura finalement coûté 18,25 milliards de livres sterling. L'ouverture d'abord fixée en 2018 a été repoussée à plusieurs reprises en raison de la pandémie de Covid-19 et de difficultés avec la mise au point du pilotage automatique.
La ligne Elizabeth a permis de soulager le métro de Londres et notamment les lignes Central, District, le prolongement de la ligne Jubilee et la branche vers Heathrow de la ligne Piccadilly. Les nouveaux trains Class 345 à neuf voitures sont capables de circuler dans la section centrale à des fréquences pouvant atteindre 24 trains par heure et par sens. L'exploitation est concédée par Transport for London (TFL) à MTR Corporation (Crossrail) Ltd. Il est estimé que la ligne pourrait rapporter près de 1 milliard de livres sterling à TFL à partir de 2024/2025.

## Histoire

### Premières propositions
L'idée d'un tunnel ferroviaire à grand gabarit à travers Londres, reliant les gares de Paddington et Liverpool Street, est proposée pour la première fois en 1941 par le cheminot George Dow dans le journal The Star. Le projet actuel trouve ses origines dans le Plan du comté de Londres de 1943 et le Plan du Grand Londres de 1944 rédigé par Patrick Abercrombie. Ceux-ci ont conduit à deux rapports du Railway (London Plan) Committee publiés en 1946 et 1948.
Le terme « Crossrail » apparaît en 1974 dans un rapport de London Rail. Bien que l'idée ait été considérée comme imaginative, seule une estimation sommaire du coût est alors donnée. Le rapport recommande la réalisation d'une étude de faisabilité et la préemption préventive du foncier le long du parcours.

### Propositions ultérieures
La Central London Rail Study de 1989 proposait des tunnels reliés au réseau ferroviaire existant baptisés « East – West Crossrail », « City Crossrail » et « North – South Crossrail ». Le schéma est-ouest prévoyait une ligne reliant Liverpool Street à Paddington et Marylebone avec deux connexions à son extrémité ouest reliant le tunnel à la Great Western Main Line et à la ligne de métro Metropolitan.
City Crossrail a été présenté comme une nouvelle connexion à travers la ville de Londres reliant la Great Northern Route à London Bridge.
« North – South Crossrail » proposait d'acheminer les trains de la West Coast Main Line, Thameslink et Great Northern via Euston et King's Cross / St Pancras, puis sous le West End via Tottenham Court Road, Piccadilly Circus et Victoria vers Crystal Palace et Hounslow. Le rapport recommandait également un certain nombre d'autres projets, notamment une amélioration de l'itinéraire du « métro Thameslink » et la ligne Chelsea – Hackney. Le coût du projet est-ouest, y compris le matériel roulant, a été estimé à 885 millions de livres sterling.
En 1991, un projet de loi émanant du secteur privé a été soumis au Parlement pour une nouvelle ligne de métro de Paddington à Liverpool Street. Soutenu par London Underground, British Rail et le gouvernement, il est rejeté par le Private Bill Committee en 1994 au motif qu'aucun dossier n'avait été présenté. Le gouvernement ordonne cependant la sauvegarde du foncier le long du tracé afin de ne pas mettre en péril de futurs projets.
En 2001, Cross London Rail Links (CLRL), une joint-venture entre TfL et le DfT, a été créée pour développer et promouvoir Crossrail ainsi qu'une nouvelle ligne Wimbledon – Hackney.
Tandis que CLRL faisait la promotion du projet Crossrail, des plans alternatifs étaient proposés. En 2002, GB Railways a proposé un plan appelé SuperCrossRail qui relierait des gares régionales telles que Cambridge, Guildford, Oxford, Milton Keynes Central, Southend Victoria et Ipswich via un tunnel ferroviaire ouest-est traversant le centre de Londres. Le tunnel aurait longé la Tamise, avec des stations à Charing Cross, Blackfriars et London Bridge. En 2004, une autre proposition nommée Superlink été promue par un groupe de cadres supérieurs des chemins de fer. Comme SuperCrossRail, Superlink envisageait de relier un certain nombre de stations régionales via un tunnel à travers Londres mais utilisait le tracé déjà sauvegardé pour Crossrail. Le CLRL a évalué les deux propositions et les a rejetées sur des critères de capacité et de coût.

### Approbation
Le Crossrail Act de 2008 a reçu la sanction royale en juillet 2008, donnant ainsi à CLRL les pouvoirs nécessaires pour construire la ligne. En septembre 2009, Tfl a emprunté 1 milliard de livres sterling pour le projet à la Banque européenne d'investissement. Les conservateurs et les travaillistes se sont tous deux engagés dans leurs manifestes électoraux de 2010 à mener à bien le projet Crossrail, volonté réaffirmée par le gouvernement de David Cameron après les élections.

## Tracé
La section centrale de Crossrail utilise de nouveaux tunnels jumeaux est-ouest sous le centre de Londres, se divisant en deux branches à chaque extrémité. Les sections en tunnel ont une longueur totale d'environ 42 kilomètres.
À l'est, la ligne se divise à Whitechapel, une branche passant par la Great Eastern Main Line existante via Stratford à Shenfield, et l'autre branche passant par Canary Wharf, émergeant ensuite du tunnel de Custom House sur une partie désaffectée du nord de Londres et continue sous la Tamise jusqu'à Abbey Wood.
À l'ouest, la ligne est en correspondance avec la Great Western Main Line à Paddington et se dirige ensuite vers Hayes et Harlington, où elle se divise. Une branche dessert Heathrow Central (pour les terminaux 2 et 3), Heathrow Terminal 4 et Terminal 5, tandis que l'autre passe par la ligne principale déjà existante jusqu'à Reading.

### Branches occidentales
La section ouest correspond principalement à la Great Western Main Line de Reading à Paddington. Les gares préexistantes ont rénovées et modernisées, notamment pour allonger les quais — qui sont desservis par des trains plus longs avec la ligne Elizabeth — et pour améliorer leur accessibilité grâce à des ascenseurs.
Un saut-de-mouton a été construit à Acton pour permettre aux trains de voyageurs de dépasser les trains de marchandises, plus lents, qui accèdent à la gare de marchandises. Il a été achevé en juillet 2016 puis mis en service en 2017.
L’embranchement vers l’aéroport de Londres-Heathrow est situé entre les gares de West Drayton et de Hayes & Harlington. Il dessert trois stations, Heathrow Central (pour les terminaux 2 et 3), le terminal 4 et le terminal 5. Un saut-de-mouton permet aux trains Heathrow Express de passer au-dessus de la voie empruntée par la ligne Elizabeth, afin d'éviter un cisaillement pouvant occasionner des retards supplémentaires en cas de perturbation.
La branche principale se termine à Reading. Il s'agit d’une extension, annoncée le 27 mars 2014, par rapport au projet initial de terminus à Maidenhead, complémentaire à l'électrification de la Great Western Main Line.

### Section centrale
Les tunnels centraux partent d'un portail situé juste à l'ouest de Paddington jusqu'à Whitechapel, avec des tunnels supplémentaires vers Stratford et Canary Wharf.
De nouvelles stations ont été ouvertes à Paddington, Bond Street, Tottenham Court Road, Farringdon, Liverpool Street et Whitechapel, avec des correspondances avec le métro de Londres et d'autres liaisons du National Rail. Les stations de la section centrale ont toutes une architecture particulière au niveau de la rue ; au niveau des quais, les stations ont une architecture de type « kit » (avec des éléments identiques), y compris des portes moustiquaires sur toute la hauteur des quais avec des affichages pour les passagers.
En raison de la taille et du positionnement des nouveaux quais, la station de Farringdon sera également reliée à la station de Barbican et de Liverpool Street à la station de Moorgate.

### Branches orientales
L'une des deux sections passe en souterrain de Whitechapel à Stratford, puis en surface sur la ligne principale existante. Cette liaison remplacera le «métro de Shenfield», avec des arrêts clés à Ilford, Romford (pour la correspondance avec le "London Overground" vers Upminster), Gidea Park (où certains trains aux heures de pointe auront leur origine ou leur terminus) et Shenfield.
L'autre branche orientale s'étend sous terre de Whitechapel à Abbey Wood via Canary Wharf, Custom House et Woolwich. Cette branche reprend un tronçon de l'ancienne ligne du nord de Londres construite par les comtés de l'Est et "Thames Junction Railway" et la relie à la ligne du "North Kent" via un tunnel sous la Tamise à North Woolwich.

## Conception et infrastructure

### Nom et identité
Crossrail est le nom de projet de la ligne ainsi que de la société anonyme, détenue à 100 % par TfL, qui a été constituée pour réaliser les travaux de construction.
À partir de mai 2015, les services ferroviaires de la future liaison Crossrail, désormais gérés par TfL, ont été exploités sous la marque temporaire TfL Rail. Les trains sur les trajets Paddington – Heathrow et Liverpool Street – Shenfield ont adopté les couleurs de Crossrail et portaient le logo « TfL Rail », un rond « Transport for London » en bleu TfL, arborant le nom « TfL Rail » en blanc.
La ligne a reçu son nom définitif Elizabeth Line en l'honneur de la reine Élisabeth II, qui l'a inaugurée le 17 mai 2022.

### Tunnels
Les 21 km (13 mi) de tunnels « à double alésage » ont été construits par des tunneliers, chacun ayant un diamètre interne de 6,2 m, à comparer avec les 3,81 m de la ligne de métro Victoria. Les tunnels de grand diamètre permettent la circulation des rames Class 345 qui sont plus larges que les rames traditionnels du métro à grande profondeur. Les tunnels permettent l'évacuation d'urgence des passagers par les portes latérales plutôt que le long du train.
Les 21 km (13 mi) de tunnels sont constitués de trois sections de tunnel principales : un tunnel de 15,39 km (9,6 mi) du portail Royal Oak près de la station Royal Oak au portail Victoria Dock près de la station Custom House, un tunnel de 2,72 km (1,7 mi) de Pudding Mill Lane à l’intersection de Stepney Green et un tunnel de 2,64 km (1,6 mi) de Plumstead à North Woolwich sous la Tamise.
Crossrail a souvent été comparé au système RER de Paris en raison de la longueur du tunnel central.

### Stations
Dix nouvelles stations seront construites dans les sections centrale et sud-est de la ligne, et 31 stations existantes seront améliorées et rénovées. Toutes les gares seront entièrement équipées de vidéosurveillance et, en raison de la longueur des quais, les indicateurs de train seront au-dessus des portes bord de quai dans les gares centrales.
Bien qu'initialement les trains aient une longueur de 200 mètres (660 pieds), les quais des nouvelles gares du noyau central sont construits pour permettre des trains de 240 m (790 pieds) de long en cas de besoin futur éventuel. Dans la section est, le Maryland et le Manor Park n'auront pas d'extensions de quai, les trains utiliseront donc une ouverture de porte sélective. Au Maryland, cela est dû au coût prohibitif des extensions et à la mauvaise analyse de rentabilisation, et à Manor Park, cela est dû à la présence d'une boucle de fret qui, autrement, serait coupée.
Une maquette des nouvelles stations a été construite dans le Bedfordshire en 2011 pour garantir que leur intégrité architecturale durerait un siècle. Il était prévu d'apporter au moins une maquette à Londres pour que le public puisse voir la conception et donner des commentaires avant le début de la construction finale.
Il a été annoncé en juillet 2017 que les services Crossrail seraient étendus au terminal 5 d'Heathrow en décembre 2019, ce qui signifie que tous les terminaux d'Heathrow auront un service Crossrail lorsque le service complet commencera entre octobre 2020 et avril 2021.

### Planifié ou proposé
Dans le cadre de la liaison ferroviaire à grande vitesse 2 (HS2) de Londres à Birmingham, une nouvelle gare serait construite à Old Oak Common entre Paddington et la station Acton Main Line. La nouvelle station relierait les services HS2 aux services Crossrail et National Rail sur la Great Western Main Line, ainsi qu'aux services London Overground traversant la région. La station ouvrirait avec High Speed 2 en 2026, avec une construction préliminaire commençant en 2019.

### Matériel roulant
La ligne Elizabeth fonctionne en utilisant les nouveaux trains de la classe 345. Ceux-ci sont actuellement utilisés sur les deux succursales ferroviaires provisoires de TfL qui feront plus tard partie de la ligne Elizabeth lors de son ouverture. L'exigence était de 65 trains, chacun de 200 mètres (660 pieds) de long et transportant jusqu'à 1 500 passagers. Les trains sont accessibles, y compris des zones dédiées aux fauteuils roulants, avec annonces audio et visuelles, vidéosurveillance et haut-parleurs connectés au conducteur en cas d'urgence. Ils rouleront jusqu'à 140 km/h sur certaines parties du parcours.

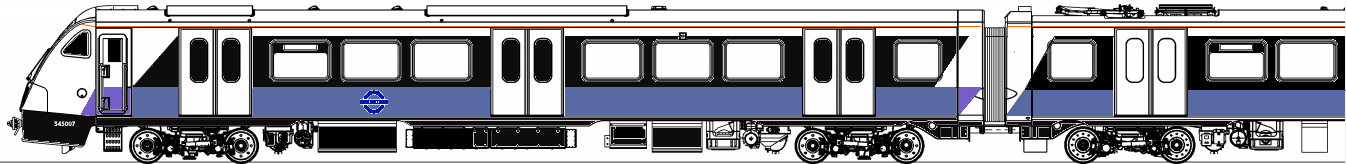
Le Class 345 Aventra.

En mars 2011, Crossrail a annoncé que cinq soumissionnaires avaient été retenus pour le contrat de construction de la classe 345 et de son dépôt associé. L'un des soumissionnaires, Alstom, s'est retiré du processus en juillet 2011. En février 2012, Crossrail a lancé une invitation à négocier avec les FAC, Siemens, Hitachi et Bombardier, les offres devant être soumises mi-2012. En 2013, Siemens s'est également retirée de l'offre, mais fournira des systèmes de signalisation et de contrôle pour Crossrail.
En février 2014, Transport for London et le ministère des Transports ont annoncé que le contrat de construction et d'entretien du nouveau matériel roulant avait été attribué à Bombardier. Le contrat porte sur la fourniture, la livraison et l'entretien de 65 nouveaux trains et d'un dépôt à Old Oak Common. Les trains sont en construction aux Derby Litchurch Lane Works de Bombardier. Ce contrat soutiendra environ 760 emplois manufacturiers au Royaume-Uni et 80 apprentissages. On estime que 74% des dépenses liées aux contrats devraient rester dans l'économie britannique. La conception sera basée sur l' Aventra de Bombardierconception. Le premier train de classe 345 est entré en service en juin 2017 et ils sont remarquables en ce qu'ils sont les premiers trains de grande ligne en Grande-Bretagne depuis 1962 à ne pas avoir de panneau d'avertissement jaune d'aucune sorte peint sur les extrémités motrices.
En 2022, 8 anciens trains de la classe 315 continuent de circuler sur la branche de Liverpool Street à Shenfield en heure de pointe afin de soulager le parc des trains de la classe 345 le temps que ces rames soient rallongées de 7 à 9 voitures. Les trains de la classe 315 étant les plus vieux trains en circulation au Royaume-Uni et n'étant pas équipés pour rouler sur le tronçon central en souterrain, les 8 derniers trains du parc de l'Elizabeth Line seront retirés du service lorsque la branche de Shenfield sera reliée à la partie centrale de la ligne, sans changement de train à Liverpool Street.

### Électrification et signalisation
La ligne Elizabeth utilise des lignes aériennes à 25 kV, 50 Hz AC, comme sur la Great Eastern Main Line et la Great Western Main Line. Une électrification aérienne a été installée entre Airport Junction et Didcot Parkway dans le cadre de la modernisation du 21e siècle de la Great Western Main Line (mise à niveau GWML), mais Crossrail ne l'utilisera que jusqu'à Reading.
La signalisation est un mélange d’ETCS 2 sur les branches ouest à partir de 2019 ; contrôle des trains basé sur la communication avec fonctionnement automatique des trains sur le cœur et la branche Abbey Wood (avec une mise à niveau ultérieure possible vers ETCS) ; et système d'alerte automatique avec protection des trains et système d'alerte sur la Great Western Main Line et la Great Eastern Main Line.

### Dépôts
La ligne Elizabeth a un dépôt dans l'ouest de Londres à Old Oak Common et un autre dans un nouveau centre de signalisation à Romford dans l'Essex.

## Construction

### Chronologie
En avril 2009, Crossrail a annoncé que 17 entreprises avaient conclu des « accords-cadres de travaux habilitants » et seraient désormais en mesure de concourir pour des lots de travaux. Au plus fort de la construction, jusqu'à 14 000 personnes devaient être nécessaires dans la chaîne d'approvisionnement du projet.
Les travaux ont commencé le 15 mai 2009, lorsque les travaux d’empilage ont commencé à la future station de Canary Wharf.
La menace de maladies libérées par les travaux sur le projet a été soulevée par Lord James of Blackheath lors de l'adoption du Crossrail Bill. Il a déclaré au comité restreint de la Chambre des lords que 682 victimes de l' anthrax avaient été amenées à Smithfield à Farringdon avec de la viande contaminée en 1520 puis enterrées dans la région. Le 24 juin 2009, il a été signalé qu'aucune trace d'anthrax ou de peste bubonique n'avait été trouvée sur des fragments d'os humains découverts lors du creusement de tunnels.
Des appels d'offres pour les deux principaux contrats de tunnellisation ont été publiés au Journal officiel de l'Union européenne en août 2009. « Tunnels West » (C300) concernait des tunnels jumeaux de 6,2 kilomètres (3,9 mi) de long entre Royal Oak et le nouveau Crossrail. Farringdon Station, avec un portail à l'ouest de Paddington. La demande de « Tunnels East » (C305) portait sur trois sections de tunnel et « chambres de lancement » dans l'est de Londres[réf. souhaitée]. Des contrats ont été attribués fin 2010 : le contrat « Tunnels West » a été attribué à BAM Nuttall, Ferrovial Agroman et Kier Construction (BFK) ; les « Tunnels Est » John Sisk & Son. Le contrat de tunnelage restant (C310, Plumstead à North Woolwich), qui comprenait un tunnel sous la Tamise, a été attribué à Hochtief et J. Murphy & Sons en 2011.
En septembre 2009, les travaux préparatoires pour les aménagements d'un milliard de livres sterling à la station de Tottenham Court Road avaient commencé, les bâtiments (y compris l'Astoria Theatre) étant obligatoirement achetés et démolis.
En mars 2010, des contrats ont été attribués à des entreprises de génie civil pour la deuxième série de travaux habilitants[Quoi ?], notamment « Démolition de l'installation de taxi Royal Oak Portal », « Travaux de démolition de la station Crossrail Bond Street », « Travaux de démolition de la station Crossrail Tottenham Court Road » et « Pudding Mill Lane Portal ». En décembre 2010, des contrats ont été attribués pour la plupart des travaux de creusement de tunnels. Pour disposer des compétences requises pour le projet, Crossrail Ltd a ouvert en 2011 la Tunneling and Underground Construction Academy à Ilford. Cette école a été remise à Transport for London en 2017, qui a sous-traité sa gestion à PROCAT.

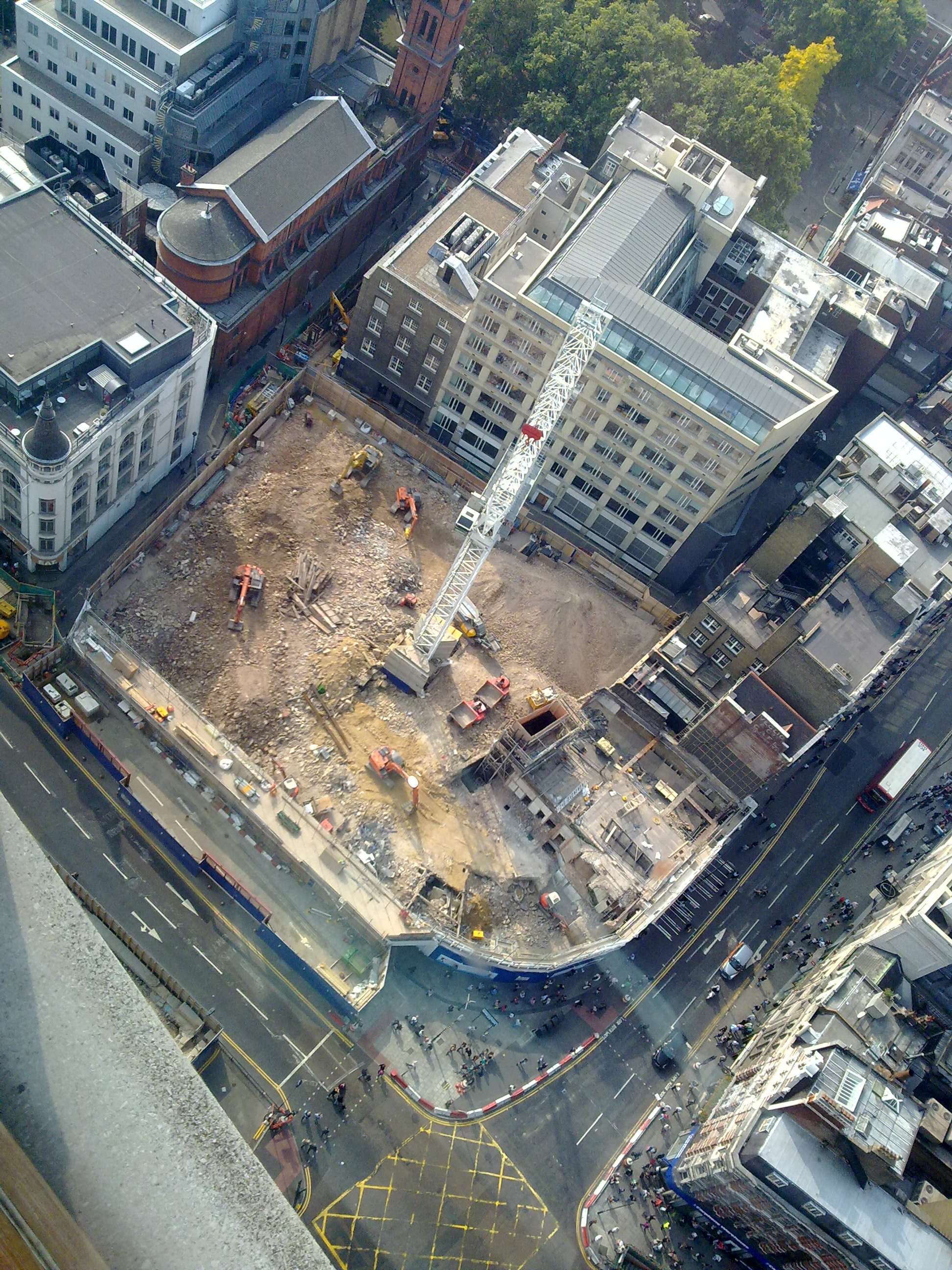
Le site du London Astoria après sa démolition en 2009.

En février 2010, Crossrail a été accusé d'intimider des résidents dont la propriété était sur le point d'être vendue à un prix inférieur à la valeur marchande.[pas clair] Un rapport subséquent de l'Assemblée de Londres critiquait fortement la manière insensible dont Crossrail avait traité les achats obligatoires et le manque d'assistance accordée aux personnes et aux entreprises concernées. Il y avait aussi des plaintes des fans de musique, car le London Astoria a été forcé de fermer.
En décembre 2011, un contrat pour expédier les matériaux excavés du tunnel vers l'île Wallasea été attribué à une coentreprise comprenant BAM Nuttall Limited et Van Oord UK Limited[réf. souhaitée]. Entre 4,5 et 5 millions de tonnes de sol seraient utilisées pour construire une nouvelle réserve naturelle des zones humides (Wallasea Wetlands). Le projet a finalement déplacé sept millions de tonnes de terre.
La restauration du tunnel Connaught par le remplissage de mousse de béton et le réalésage, comme prévu à l'origine, a été considérée comme un risque trop important pour l'intégrité structurelle du tunnel, et les quais ci-dessus[Quoi ?] ont donc été drainés pour donner accès au toit du tunnel afin d'élargir son profil. Ces travaux ont eu lieu en 2013.
Le forage des tunnels ferroviaires a été officiellement achevé à Farringdon le 4 juin 2015 en présence du Premier ministre et du maire de Londres.
L'installation de la voie s'est terminée en septembre 2017. La signalisation ETCS devait être testée dans les tunnels d'Heathrow au cours de l'hiver 2017/18. La section sud-est de l'infrastructure a été mise sous tension en février 2018, avec le premier train d'essai entre Plumstead et Abbey Wood ce mois-là. En mai 2018, les lignes aériennes ont été alimentées entre Westborne Park et Stepney et l'installation des portes de la plate-forme a été achevée, et la vidéo a été diffusée des premiers trains circulant dans les tunnels.
TfL Rail a repris les services Heathrow Connect de Paddington à Heathrow en mai 2018.
À la fin du mois d'août 2018, quatre mois avant l'ouverture prévue de la section centrale de la ligne, il a été annoncé que l'achèvement avait été retardé et que la ligne n'ouvrirait pas avant l'automne 2019.
En avril 2019, il a été annoncé que Crossrail serait achevé entre octobre 2020 et mars 2021, avec deux ans de retard, et qu'il n'inclurait pas l'ouverture de la station Bond Street, l'une des dix nouvelles stations de la ligne. Le comité des transports de l' Assemblée de Londres a conclu que Transport for London (TfL) minimisait la perspective de retards dans le projet dans les mises à jour du maire de Londres Sadiq Khan, et a appelé le commissaire du TfL Mike Brown à examiner sa position. Crossrail a déclaré que les principaux défis avant l'achèvement comprenaient l'écriture et le test du logiciel qui intégrerait le train avec trois systèmes de signalisation de voie différents, et l'installation d'équipements à l'intérieur des tunnels.
La ligne est finalement inaugurée le 17 mai 2022, et entre en service le 24 mai 2022.

### Aléseuses de tunnel

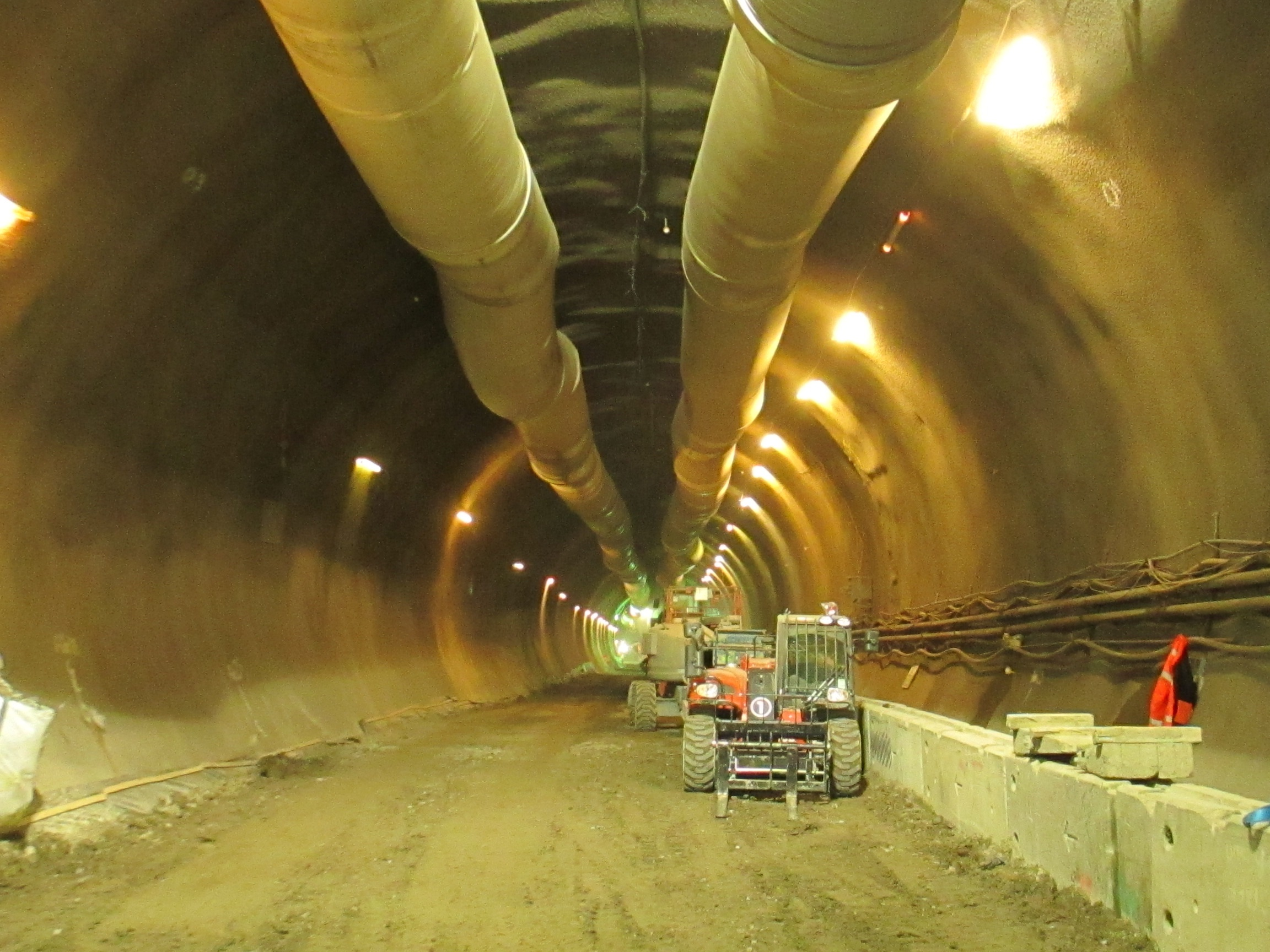
Intérieur d'un des tunnels en construction en 2013.

Le projet a utilisé huit tunneliers (TBM) de 7,1 mètres (23 pieds) de diamètre de Herrenknecht AG (Allemagne). Deux types sont utilisés : type « slurry » pour le tunnel de la Tamise, qui implique un tunnel à travers la craie, et « Earth Pressure Balance Machines » (EPBM) pour creuser des tunnels à travers l'argile, le sable et le gravier (à des niveaux inférieurs à travers les formations de Lambeth Group et Thanet Sands). Les tunneliers pèsent près de 1 000 tonnes et mesurent plus de 100 mètres de long. Les principaux contrats de tunnels sont évalués à environ 1,5 milliard de livres sterling.
Les TBM ont été nommés (selon la tradition). Crossrail a organisé un concours en janvier 2012, au cours duquel plus de 2500 inscriptions ont été reçues et 10 paires de noms ont été présélectionnées. Après un vote public en février 2012, les trois premières paires de noms ont été annoncées le 13 mars et la dernière paire le 16 août 2013 :
- Ada et Phyllis, section Royal Oak à Farringdon, du nom d' Ada Lovelace et Phyllis Pearsall
- Victoria et Elizabeth, de la péninsule de Limmo à la section Farringdon, du nom de la reine Victoria et de la reine Élisabeth II
- Mary et Sophia, de Plumstead à North Woolwich, du nom des épouses d' Isambard Kingdom Brunel et de Marc Isambard Brunel
- Jessica et Ellie, Pudding Mill Lane à Stepney Green et Limmo Peninsula à Victoria Dock, nommées d'après Jessica Ennis et Ellie Simmonds

### Santé, sécurité et relations professionnelles
En 2012, Crossrail a été accusé de mise sur liste noire. Il a été révélé qu'un responsable des relations industrielles, Ron Barron, employé par Bechtel, avait régulièrement recoupé les candidats avec la base de données de la Consulting Association. Un tribunal du travail a appris en 2010 que Barron avait introduit l'utilisation de la liste noire chez son ancien employeur, la société de construction Chicago Bridge & Iron Company (CB&I), et y avait fait référence plus de 900 fois en 2007 seulement. Il a été reconnu coupable d'avoir illégalement refusé un emploi à un Philip Willis. Des dommages-intérêts aggravés ont été accordés parce que Barron avait ajouté des informations sur Willis à la liste noire.
En mai 2012, un responsable de BFK a interpellé son sous-traitant, Electrical Installations Services Ltd. (EIS), affirmant que l'un de ses électriciens était un militant syndical. Quelques jours plus tard, Pat Swift, le directeur des ressources humaines de BFK et un utilisateur régulier de la Consulting Association, a de nouveau contesté EIS. EIS a refusé de licencier leur travailleur et a perdu le contrat. Des piquets flash ont eu lieu sur le site de Crossrail ainsi que sur les sites des partenaires de BFK[réf. nécessaire]. Le comité sélectif des affaires écossaises a appelé le secrétaire britannique aux affaires, Vince Cable, à ouvrir une enquête gouvernementale sur la liste noire à Crossrail. L'électricien a été réintégré. De nouvelles allégations de mise sur liste noire contre Crossrail ont été faites au Parlement en septembre 2017.
En septembre 2012, un portique supportant une trémie de déblais, utilisé pour charger des wagons de chemin de fer avec des déchets excavés sur un chantier de construction près de la station de métro Westbourne Park, s'est effondré. Il a basculé latéralement, entraînant la fermeture de la ligne Network Rail adjacente.
Le 7 mars 2014, René Tkacik, un ouvrier du bâtiment slovaque, a été tué par un morceau de béton qui tombait alors qu'il travaillait dans un tunnel. En avril 2014, The Observer a communiqué les détails d'un rapport interne divulgué, compilé pour les entrepreneurs Crossrail par un cabinet de conseil en sécurité indépendant. Le rapport aurait dénoncé de mauvaises relations professionnelles dues à des problèmes de sécurité et les travailleurs « avaient trop peur de signaler des blessures par crainte d'être licenciés ».
Trois travailleurs de la construction sont morts de suspicions de crises cardiaques sur une période de six mois en 2019, mais Crossrail a annoncé que, après des tests approfondis, la qualité de l'air à la station Bond Street était dans des limites acceptables.

### Archéologie
Tout comme le Thames Tideway Scheme et les projets High Speed 2 qui étaient en cours de développement à Londres en même temps que Crossrail, les travaux d'excavation qui ont eu lieu pendant le projet ont donné aux archéologues une précieuse opportunité d'explorer la terre sous les rues de Londres qui était auparavant vue comme inaccessible. Crossrail a entrepris ce qui a été décrit comme l'un des programmes archéologiques les plus vastes jamais vus au Royaume-Uni. Plus de 100 archéologues ont trouvé des dizaines de milliers d'objets sur 40 sites, couvrant 55 millions d'années d'histoire et de préhistoire de Londres. Beaucoup d'articles ont été exposés au Museum of London Docklands de février à septembre 2017. Certaines des découvertes les plus notables incluent:
- Victims of the Great Plague, une fosse commune de 42 squelettes trouvés à la gare de Liverpool Street
- Treize squelettes, soupçonnés d'être des victimes de la peste noire au 14e siècle, ont découvert 2,5 m (8 pi 2 po) sous la route qui entoure les jardins de Charterhouse Square, Farringdon en mars 2013
- Des silex taillés préhistoriques découverts à North Woolwich
- Une boule de bowling Tudor trouvée à Stepney Green
- Patins à glace médiévaux trouvés près de la gare de Liverpool Street
- Os de bison et de renne.
- Chaussures en cuir datant de la période Tudor
- Des pièces de monnaie romaines et un médaillon romain trouvé à Liverpool Street qui a été émis pour marquer les célébrations du Nouvel An en l'an 245. Ce médaillon n'était que le deuxième du genre jamais trouvé en Europe.
- Deux parties d'une mâchoire de mammouth laineux.
- Le plus gros morceau d' ambre jamais trouvé au Royaume-Uni, découvert à Canary Wharf
- Un pot de chambre victorien trouvé près de Stepney Green
- 13 000 pots Crosse & Blackwell trouvés près de Tottenham Court Road à la fin du XIXe et au début du XXe siècle.
- Partie d'une petite barge ou d'un bateau de pêche de 1223 à 1290 trouvée à Canning Town

### Achèvement prévu
Avec un budget initial de 14,8 milliards de livres sterling, le coût total est passé à 18,25 milliards de livres sterling.
TfL s'attend à ce que la ligne ne soit pas complètement opérationnelle avant 2023, cependant que la section centrale (les tunnels sous le centre de Londres) ouvrirait au cours du premier semestre 2022.
L'objectif principal de cette ligne, selon Boris Johnson alors maire de Londres, était d’« atténuer la congestion et de fournir un lien à grande vitesse entre l’est et l’ouest de Londres ». Toutefois, cette ouverture survient dans un contexte où la pression sur les lignes de transport collectif s'est beaucoup réduite, en particulier du fait de la pandémie de Covid-19. Les déplacements en métro se sont contractés de 38% entre mars 2019 et mars 2022, principalement du fait du déploiement du télétravail à grande échelle.

## Services
Une fois entièrement ouverte, la ligne Elizabeth offrira un service à arrêts multiples de style métro londonien familier dans la section centrale et les branches est, mais les plans horaires initiaux suggèrent que plusieurs trains sur les branches ouest circuleront semi-rapidement. Les premières propositions suggèrent qu'Acton Main Line, West Ealing et Hanwell ne seront desservies que par des trains à destination de Heathrow T4.
Comme les sections extérieures de Thameslink, la ligne Elizabeth partagera des plates-formes et des voies avec d'autres services en dehors des sections tunnelisées. Certains, exploités par d'autres compagnies ferroviaires, continueront d'appeler dans différentes gares de la succursale de la ligne principale de Great Western et Heathrow Express continuera de circuler entre les gares de Paddington et d'Heathrow.
La section est via Stratford devrait voir quatre trains supplémentaires par heure (tph) pendant les heures de pointe entre Gidea Park et les plates-formes terminales de haut niveau de la station principale de Liverpool Street. Étant donné que ces trains roulent sur des lignes aériennes existantes de Liverpool Street à Stratford, ils n'appelleront pas à Whitechapel.
L'horaire proposé comprend les services suivants sur la ligne Elizabeth aux heures de pointe:

### Chronologie
Avant l'ouverture des principaux tunnels sous le centre de Londres, il est prévu de transférer les opérations de passagers sur les branches extérieures du système Crossrail à TfL pour les inclure dans la concession Crossrail. Ce transfert s'est déroulé en plusieurs étapes à partir de mai 2015. Au cours de cette première phase d'exploitation, les services sont exploités par MTR sous la marque TfL Rail. Conformément à la pratique adoptée lors du transfert des anciens services Silverlink à London Overground en 2007, TfL effectuera un nettoyage en profondeur des gares et des trains sur le futur itinéraire de la ligne Elizabeth, installera de nouveaux distributeurs de billets et barrières, introduira la carte Oyster et le paiement sans contact.et assurez-vous que toutes les stations sont dotées en personnel. Le matériel roulant existant a été renommé avec l'identité TfL Rail.
| Phase | Carte                                     | Date initialement prévue | Date d'ouverture | Commentaire |
| ----- | ----------------------------------------- | ------------------------ | ---------------- | --- |
| 0     | Map of the first phase of Crossrail 2015  | Mai 2015                 | 31 mai 2015      | Le tronçon entre Liverpool Street et Shenfield (en) a pour nouvel opérateur TfL Rail qui remplace Greater Anglia. |
| 1     | British Rail Class 345                    | Mai 2017                 | 22 juin 2017     | Mise en service des trains Class 345 (en) |
| 2     | Map of the 2nd phase of Crossrail in 2018 | Mai 2018                 | 20 mai 2018      | Transfert des tronçons à TfL Rail entre : Paddington et Heathrow Terminal 4, précédemment opéré par Heathrow Connect Heathrow Terminal 4 et Heathrow Terminals 2 & 3, précédemment opéré par Heathrow Express                                                      |
| 5a    | Map of Crossrail with Reading section     | N/A                      | 15 décembre 2019 | Le tronçon entre Paddington et Reading a pour nouvel opérateur TfL Rail qui remplace Great Western Railway pour une fréquence de 4 trains par heure. Le 25 novembre 2019, des premiers trains circulent à destination de Reading lors d'un soft launch du service. |
| 2b    | British Rail Class 345                    | Début 2020               | Été 2020         | Mise en service des trains Class 345 (en) entre Paddington et Heathrow |
| 3     | Map of the 3rd phase of Crossrail 2018    | Décembre 2018            | 24 mai 2022      | Mise en service du tronçon entre Paddington et Abbey Wood La ligne est renommée Elizabeth line et sa fréquence passe à 12 trains par heure La station Bond Street ouvrira à l'automne 2022.                                                                        |
| 4     | Map of the 4th phase of Crossrail 2019    | Mai 2019                 | 6 novembre 2022  | Mise en service entre Paddington et Shenfield (en) via Whitechapel et Liverpool Street à une fréquence de 24 trains par heure dans le tronçon central |
| 5     | Map of the 5th phase of Crossrail 2019    | Décembre 2019            | Mai 2023         | Mise en service intégrale de la ligne reliant Abbey Wood et Shenfield (en) à l'aéroport Heathrow via Paddington. Le service entre est prolongé à Abbey Wood et Shenfield (en).                                                                                     |

### Temps de trajet
| Route                             | Avant | Après Crossrail |
| --------------------------------- | ----- | --------------- |
| Paddington à Tottenham Court Road | 20    | 4               |
| Paddington à Canary Wharf         | 34    | 17              |
| Bond Street à Paddington          | 15    | 3               |
| Bond Street à Whitechapel         | 24    | 10              |
| Canary Wharf à Liverpool Street   | 21    | 6               |
| Canary Wharf à Heathrow           | 55    | 39              |
| Whitechapel à Canary Wharf        | 13    | 3               |
| Abbey Wood à Heathrow             | 93    | 52              |

## Billetterie
La billetterie est destinée à être intégrée aux autres systèmes de transport de Londres, mais l'Oyster Card ne sera pas acceptée sur la section ouest après West Drayton (la limite de la zone 6 de TfL), uniquement des cartes bancaires sans contact seront valides sur cette section (en plus des tickets usuels). Les cartes de voyage et les laissez-passer concessionnels seront valables dans le Grand Londres. Comme pour le service Heathrow de TfL Rail (anciennement Heathrow Connect), les trajets vers ou depuis l'aéroport d'Heathrow seront facturés à un prix élevé en raison du coût supplémentaire d'utilisation du tunnel ferroviaire entre l'aéroport et Hayes & Harlington, mais Heathrow sera inclus dans les cartes de voyage et plafonnement des tarifs quotidiens / hebdomadaires en tant que station de la zone 6. Crossrail sera intégrée aux réseaux de métro et de National Rail, et il est prévu de l'inclure sur la carte de métro de Londres standard.

### Nombre de passagers
Crossrail a prédit un nombre annuel de passagers de plus de 200 millions depuis son ouverture fin 2021; cela devrait alléger la pression sur les lignes du métro de Londres, en particulier la ligne centrale. Farringdon devrait devenir l'une des gares les plus fréquentées du Royaume-Uni, car il s'agit de la principale station d'échange avec l'itinéraire Nord – Sud Thameslink. Une fois Crossrail complètement ouvert, TfL prévoit des revenus annuels totaux de la ligne de près de 500 millions de livres sterling par an en 2022/23 (sa première année complète d'exploitation) et plus de 1 milliard de livres sterling par an à partir de 2024/25.

## Autres propositions

### Stations supplémentaires

#### Silvertown (London City Airport)
Bien que la route Crossrail passe très près de l' aéroport de London City, il n'y aura pas de gare desservant directement l'aéroport. L'aéroport de London City a proposé la réouverture de la gare de Silvertown, afin de créer un échangeur entre la ligne ferroviaire et l'aéroport. Le plan de station autofinancé de 50 millions de livres sterling est soutenu « en principe » par le London Borough of Newham. dispositions pour la réouverture de la station ont été prises en 2012 par Crossrail. Cependant, l'aéroport allègue que Transport for London est hostile à l'idée d'une station sur le site, une affirmation contestée par TfL.
En 2018, le directeur du développement de l'aéroport a décrit l'absence d'une station Crossrail comme une « occasion manquée », mais n'a pas exclu une future station pour l'aéroport. Le PDG a déclaré dans une entrevue qu'une station n'est pas essentielle au succès de l'aéroport. En mai 2019, le directeur du développement a confirmé que des discussions étaient en cours concernant une station pour l'aéroport dans le cadre de l'extension proposée d'Ebbsfleet.

### Extensions

#### À Ebbsfleet et Gravesend
Lors des consultations de 2003 et 2004 sur Crossrail, il a été proposé que la branche sud-est dépasse Abbey Wood, longeant la ligne North Kent jusqu'à Ebbsfleet, se connectant à la liaison ferroviaire du tunnel sous la Manche (alors en construction). Cependant, avant la présentation du projet de loi hybride Crossrail au Parlement en 2005, la succursale a été tronquée à Abbey Wood pour réduire les coûts globaux du projet. Bien que retiré du programme principal, l'itinéraire a été sauvegardé par le ministère des Transports jusqu'à Gravesend et Hoo Junction, protégeant l'itinéraire de l'aménagement.
Le projet Crossrail étant presque achevé en 2018, les députés locaux, les chefs de conseil et les entreprises locales ont commencé à faire pression le gouvernement pour financer l'élaboration d'une analyse de rentabilisation pour l'extension d'Ebbsfleet auprès du maire de Londres, Sadiq Khan a inclus le projet dans sa stratégie de transport du maire. La stratégie de transport du maire a estimé qu'une extension pourrait aider à livrer 55 000 nouveaux logements et 50 000 nouveaux emplois prévus le long de la route à Bexley et dans le nord du Kent. En mars 2019, le gouvernement a engagé 4,8 millions de livres sterling pour des travaux d'exploration dans l'extension dans le cadre de la Commission de croissance de l' estuaire de la Tamise 2050.
Les stations suivantes se trouvent sur l'extension de l'itinéraire protégé vers Gravesend: Belvedere, Erith, Slade Green, Dartford, Stone Crossing, Greenhithe for Bluewater, Swanscombe, Ebbsfleet, Northfleet et Gravesend.

#### Jusqu'à la ligne principale de la côte ouest
La stratégie d'utilisation des routes de Londres et du Sud-Est (RUS) de Network Rail, en juillet 2011, a recommandé la construction d'une courte ligne de chemin de fer pour relier la West Coast Main Line (WCML) à la route Crossrail. Cela permettrait aux services ferroviaires qui circulent actuellement entre Milton Keynes Central et London Euston d'être réacheminés via Old Oak Common pour desservir le centre de Londres, Shenfield et Abbey Wood. Le rapport a fait valoir que cela libérerait de la capacité à Euston pour le projet High Speed 2, réduirait la congestion du métro de Londres à Euston, ferait un meilleur usage de la capacité de Crossrail à l'ouest de Paddington et améliorerait l'accès à l'aéroport d'Heathrow depuis le nord. Dans le cadre de ce plan, tous les trains Crossrail continueraient à l'ouest de Paddington, au lieu que certains d'entre eux s'y terminent. Ils desserviraient l'aéroport d'Heathrow (10 t/h), les gares de Maidenhead et Reading (6 t/h) et les stations de Milton Keynes Central (8 t/h).
En août 2014, une déclaration du secrétaire aux transports, Patrick McLoughlin, indiquait que le gouvernement évaluait activement l'extension de Crossrail jusqu'à Tring, avec des arrêts potentiels de Crossrail à Wembley Central, Harrow & Wealdstone, Bushey, Watford Junction, Kings Langley, Apsley, Hemel Hempstead et Berkhamsted. L'extension soulagerait une certaine pression du métro de Londres et de la gare de London Euston tout en augmentant la connectivité. Les conditions de l'extension étaient que tout service supplémentaire ne devrait pas affecter le modèle de service prévu pour les itinéraires confirmés, ainsi que l'abordabilité. Cette proposition a été mise de côté en août 2016 en raison du « mauvais rapport qualité-prix global pour le contribuable ».

#### À Staines
Dans le cadre du programme Heathrow Southern Railway proposé en 2017, le tronçon ouest de la route Crossrail pourrait être étendu au-delà de l'aéroport d'Heathrow pour se terminer à Staines. Cette extension ferait partie d'un plan plus large visant à créer de nouvelles liaisons ferroviaires dans l'ouest de Londres et Surrey desservant Heathrow, et nécessiterait la construction d'une plate-forme supplémentaire à la gare de Staines. Cette proposition n'a été ni approuvée ni financée.

#### Vers l'aéroport de Southend
Stobart Aviation, la société qui exploite l' aéroport de Southend dans l'Essex, a proposé que Crossrail soit prolongé au-delà de Shenfield le long de la ligne Shenfield – Southend pour desservir l'aéroport de Southend et Southend Victoria. La société a suggéré qu'une liaison directe Heathrow-Southend pourrait atténuer les problèmes de capacité à Heathrow. La proposition d'extension a été soutenue par le conseil d'arrondissement de Southend-on-Sea.

## Gestion et franchise
Le financement du projet provient de :
- Transport for London ;
- Mayoral Community Infrastructure Levy (une taxe locale prélevée sur les développements immobiliers dans le Grand Londres, avec des taux de tarification différents pour chaque arrondissement de Londres) ;
- Supplément tarifaire Crossrail Business (tarifs professionnels supplémentaires) ;
- Article 106 Paiements de l'accord[pas clair] ;
- Opportunités de développement sur site[pas clair] ;
- Gouvernement britannique ;
- City of London Corporation ;
- Principaux propriétaires fonciers : Canary Wharf Group, Heathrow Airport Holdings et Berkeley Homes.

Crossrail est construit par Crossrail Ltd, détenue conjointement par Transport for London et le Department for Transport jusqu'en décembre 2008, date à laquelle la pleine propriété a été transférée à TfL. En 2007, Crossrail disposait d'un financement de 15,9 milliards de livres sterling pour la construction de la ligne. Bien que les embranchements à l'ouest et à Shenfield appartiennent toujours à Network Rail, le tunnel sera détenu et exploité par TfL.
Le 18 juillet 2014, TfL London Rail a déclaré que MTR Corp avait remporté la concession d'exploitation des services pour huit ans, avec une option pour deux années supplémentaires. La concession sera similaire à London Overground.[réf. nécessaire] Il est prévu que la franchise se déroule sur huit ans à partir de mai 2015, prenant le contrôle des services de métro de Shenfield à Abellio Greater Anglia en mai 2015, et Reading / Heathrow services de Great Western Railway en 2018.
En prévision d'un transfert en mai 2015 des services de Shenfield à Liverpool Street de la franchise East Anglia à Crossrail, l'appel d'offres pour la franchise 2012–2013 obligeait le nouvel opérateur ferroviaire à créer une « unité commerciale Crossrail » distincte pour ces services avant fin 2012, pour permettre le transfert de services au nouvel opérateur de la CTOC (Crossrail Train Operating Concession) lors de la prochaine franchise.